# Xanthotrogus peratratus
Xanthotrogus peratratus är en skalbaggsart som beskrevs av Edmund Reitter 1909. Xanthotrogus peratratus ingår i släktet Xanthotrogus och familjen Melolonthidae. Inga underarter finns listade i Catalogue of Life.